# Ononis cossoniana
Ononis cossoniana — вид рослин родини бобові (Fabaceae).

## Опис
Однорічна трав'яниста рослина, до 40 см, прямостояча або сланка. Трійчасті листя. Листочки 3–15 × 2–10 мм, оберненояйцеподібні-клиноподібні, еліптичні або яйцеподібно-ромбічні. Віночок 11–14 мм, білий або злегка рожевий. Плоди 5–7 мм, яйцевиді, з 1–2 насінням. Насіння (2,2)2,7–3,6 мм, округле, гладке, коричневе. Цвіте з квітня по травень.

## Поширення
Поширення: Північна Африка: Алжир; Марокко; Туніс. Південна Європа: Португалія [пд.зх.]; Гібралтар; Іспанія [пд.зх.]. Населяє луки й прибережні піщані дюни; 0–10 м.